# David Lund (biskop)
David Johannis Lund, född 13 mars 1657 på Åminne gård i Halikko socken i Egentliga Finland, död 12 oktober 1729 i Växjö var biskop och skriftställare. Han var son till regementsskrivaren vid Nylands regemente Johan Jakobsson Lund († 1702) och Margareta Davidsdotter Gyllenbögel.
David Lund var student vid Kungliga Akademien i Åbo och Uppsala universitet, disputerade i Åbo och blev magister där 1682, studerade även i Tyskland och Holland. Lund utnämndes till kyrkoherde för Åbo stads och Nummis församling, samtidigt som han alltsedan 1688 verkade som professor i bland annat lingvistik och teologi vid akademin i sin hemstad. Åren 1693–1694 var Lund Akademins i Åbo rektor och 1705 blev han biskop i Viborgs stift, men flydde till Sverige 1710 efter att ryssarna hade intagit Viborg under Stora ofreden. Den 21 april 1711 utnämndes Lund till biskop i Växjö stift och höll den tjänsten i knappt i 18½ år, fram till sin död hösten 1729. Han begravdes i Växjö domkyrka.
Fem riksdagar – 1710, 1713, 1719, 1720 och 1723 – besökte Lund och 23 maj 1719 erhöll han adelskap för sina barn, som kom att ta sig namnet Ehrenlund. Lund gav ut talrika publikationer, men är kanske mest känd för att ha medverkat i avslutandet av Gezeliernas bibelverk, då han var ingift i familjen. Lund var gift två gånger och fick 18 barn:
- 1:a hustrun – Margareta Flachsenia, död 1707.
- 2:a hustrun – Kristina Gezelia var änka efter assessor Loskjöld och dotter till Johannes Gezelius d.y. och Hedvig Nikolausdotter Lietzén. Hustrun dog 1733.